# Septobasidium
Septobasidium es un género de hongos en la familia Septobasidiaceae del filo Basidiomycota. El género contiene unas 175 especies.
Las especies de Septobasidium son entomopatógenos.

## Descripción
Las especies de Septobasidium se caracterizan por desarrollarse en la cara inferior de ramas y hojas de árboles de hojas caducas, arbustos y tienen una asociación simbiótica con insectos cochinillas (Coccoidea). Sus cuerpos fructíferos forman una costra (resupinación) y poseen una variedad de colores y tamaños, desde pequeñas manchas de 1 mm de diámetro a 2 m de diámetro. Las especies de este género a menudo se distinguen por el espesor de su cuerpo fructífero. Algunas especies desarrollan cámaras y túneles elaborados que alojan cochinillas con capas superiores e inferiores mientras que otras forman una red de hifa muy delgada. Las características microscópicas, tales como el número de basidiosporas producidas en un basidio, presencia de pilares soportando la capa superior (si tiene), número de celdas en un basidio, y la forma de  haustorio (células infecciosas) que se forman en las cochinillas se utilizan para distinguir las especies. Septobasidium es único en que es uno de los pocos géneros en la familia Septobasidaceae que existen con una relación simbiótica con cochinillas desde parasitismo hasta mutualismo.
Este tipo de hongo es bastante único por tener una relación mutualista con las cochinillas hospedadoras, en lugar de matarlos. Aunque debilita los insectos que parasita, no los mata y beneficia a la población en general, ayudando a proporcionar protección contra las avispas parasitoides al formar una estera micelial que ayuda a ocultar los insectos. El hongo se beneficia de la relación, ya que se nutre de los productos de desecho que producen los insectos.